# Silent Empire
Silent Empire è un singolo della band power metal tedesca Freedom Call. Esso fu utilizzato come promozione per l'album Crystal Empire realizzato nel 2001.

## Tracce
1. "Freedom Call (Acoustic Version)" – 3:42
2. "The Quest (Acoustic Version)" – 7:15
3. "Hymn To The Brave (Acoustic Version)" – 4:23

## Credits
- Chris Bay – chitarra, tastiera
- Sascha Gerstner – chitarra
- Ilker Ersin – basso
- Dan Zimmermann – batteria